# رنگ واکنشی
رنگ‌های واکنشی (به انگلیسی: Reactive dye) از مهم‌ترین رنگ‌ها در صنایع نساجی محسوب شده که عمدتاً به واسطه استخلاف کروموفور موجود در ترکیبشان با هیدروژن گروه عاملی الیاف، شناسایی می‌شوند. رنگ‌های واکنشی به دلیل اتصال کوالانس به منسوج، از خواص پایداری خوبی برخوردارند. همچنین در مقایسه با دیگر رنگ‌های نساجی، دارای بازدهی رنگی بالاتری هستند؛ زیرا گروه عاملی کروموفور (آمین) در پیوند با آب، منجر به آبکافت و تشدید شدت رنگ می‌گردد.
رنگ‌های واکنشی در رنگرزی الیاف پنبه، ویسکوز، کتان، پشم و ابریشم کاربرد دارند.

## فرایند رنگرزی
رنگ‌های واکنشی در اواخر قرن نوزدهم مورد استفاده بوده‌اند. در آن زمان رنگ (با عامل کروموفوری) را به یک بستر شیمیایی افزوده، آنرا فعال کرده و سپس به تثبیت رنگ روی سطح منسوج می‌پرداختند. بهره بری از کلروتریازین به عنوان بستر شیمیایی این نوع رنگرزی، در اوایل دهه ۱۹۵۰، توسط شرکت صنایع شیمیایی امپریال، به صورت تجاری به جهان عرضه شد.
تری کلروتریازین همچنان یک بستر محبوب برای رنگهای واکنشی است. کروموفور (با گروه عاملی آمین) رنگ، به تریازین متصل شده و ضمن تولید اسید کلریدریک «دی کلروتریازین» حاصل می‌گردد.
(NCCl)3 + dye-NH2 → N3C3Cl2(NHdye) + HCl
یک کلر در دی کلروتریازین حاصل از واکنش فوق، با اتصال به گروه OH (به عنوان مثال در) سلولز (الیاف سلولزی مثل پنبه) منجر به بروز رنگ منظور روی الیاف می‌شود:
N 3 C 3 Cl 2 (NHdye) + HO- سلولز → N 3 C 3 Cl (NHdye) (O- سلولز) + HCl
تثبیت:
فرایند تثبیت در یک حمام بافری قلیایی انجام می‌شود.
دیگر فرایند تثبیتی جایگزین که از نظر تجاری غالب تر است، استفاده از موادی با گروه‌های وینیل سولفونیل است. مانند کلروتریازین‌ها، یک کلر از ونیل سولفونیل به گروه هیدروکسیلی (OH) سلولز متصل شده و منجر به تثبیت می‌گردد. Remazol نام فناوری بهره گیرنده از این نوع تثبیت کننده هاست که یکی از مجبوب ترین‌های صنعت نساجی در دهه‌های اخیر بوده‌است.

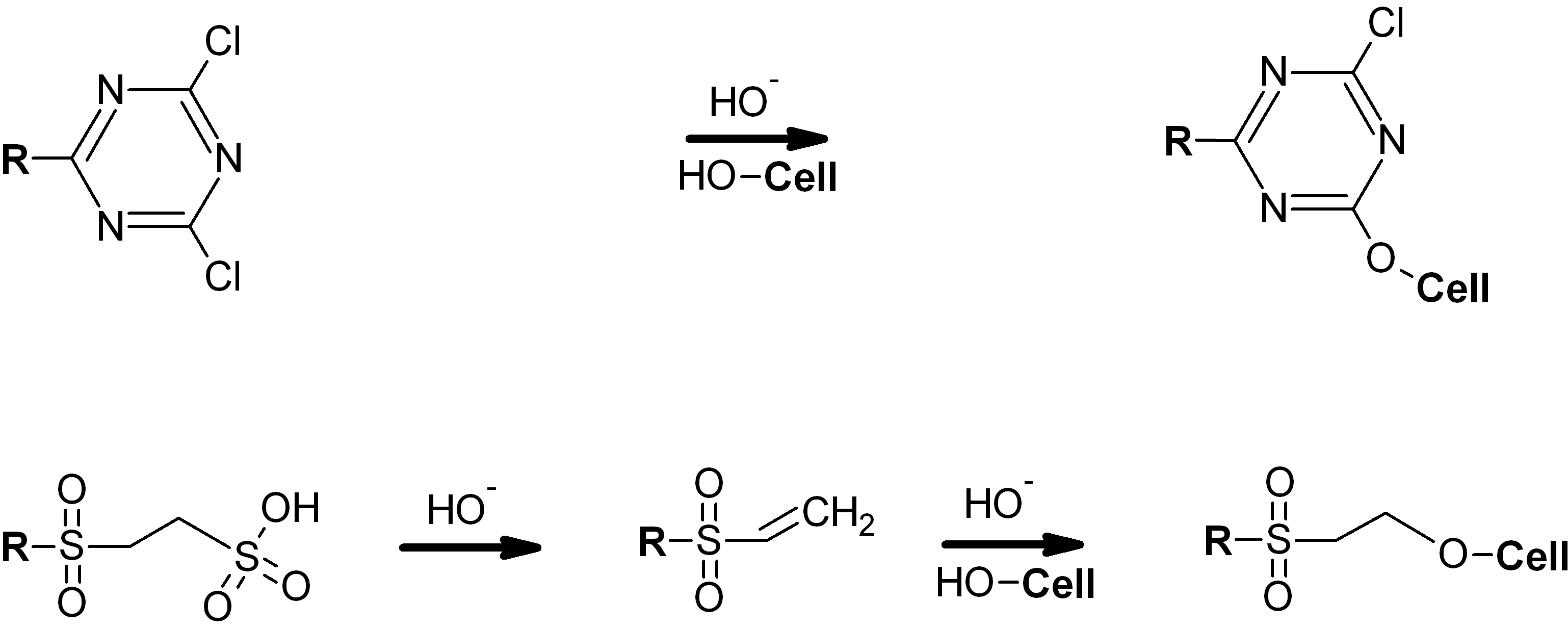
اتصال رنگ‌های واکنشی به الیاف (Cell = سلولز؛ R = کروموفور).

رنگهای واکنشی بر اساس گروه‌های کروموفوری به صورت زیر طبقه‌بندی می‌شوند:
| عامل                     | تثبیت                 | درجه حرارت | برندهای تجاری مصرف‌کننده                   |
| ------------------------ | --------------------- | ---------- | ----------------------------------------- |
| مونو کلرو تریازین        | هالوهتروسیکل          | ۸۰ °C      | Basilen E & P , Cibacron E، Procion H، HE |
| مونوفلوئوروکلروتریازین   | هالوهتروسیکل          | ۴۰ °C      | Cibacron F & C                            |
| دی کلرو تریازین          | هالوهتروسیکل          | ۳۰ °C      | Basilen M، Procion MX                     |
| دی فلوئوروکلرو پیریمیدین | هالوهتروسیکل          | ۴۰ °C      | Levafix EA , Drimarene K & R              |
| دی کلروکوئینوکسالین      | هالوهتروسیکل          | ۴۰ °C      | Levafix E                                 |
| تری کلرو پیریمیدین       | هالوهتروسیکل          | ۸۰–۹۸ °C   | Drimarene X & Z , Cibacron T              |
| وینیل سولفون             | پیوند دوگانه فعال شده | ۴۰ °C      | Remazol                                   |
| وینیل آمید               | پیوند دوگانه فعال شده | ۴۰ °C      | Remazol                                   |

### رنگ‌های واکنشی دو و چند منظوره
مواد رنگی که فقط دارای یک گروه کروموفور هستند، معمولاً دارای تثبیت‌پذیری پایین هستند دارند. برای غلبه بر این کمبود، رنگهایی با دو عامل کروموفوری هم ساخته شده‌اند.